# 張琪
張琪（1947年—），本名張友琴，女，福建福州人，台灣前歌手，中年時由藝人轉職為保險員，晚年從事公益慈善志工。妹妹張琴（本名張愛琴）早年也是歌手、後轉型為主持人，近年仍有參與戲劇演出。
張琪的藝人鄰居是余天與李亞萍。

## 生平

### 棄養至出道前
生父是當時冮西贛縣的憲兵隊軍官，張琪是家中的第四個女兒，一出生即被送養，送給當時無子女的養父張文偉。1949年，張家隨國軍抵台，在淡水落腳；但不久張文偉即被檢舉有小老婆，因而降調至北投憲兵隊任隊長，於是張家再搬至北投。
之後，二房生下妹妹張愛琴與弟弟張國柱，然而張文偉此時染上賭癮，原本的小康家庭變成一貧如洗。不識字的張家大房黃旭南開始至工廠做工，幼年的張琪也幫忙打零工，如賣臭豆腐、挑雞糞、替聖母院洗聖袍等。
而當二媽生下張琴後，養女張琪開始被父親疏遠，甚至被毒打到爬至北投鎮公所的大榕樹上躲，得由大媽即養母黃旭南保護才敢回家。
在張琪十歲時，黃旭南心疼張琪成天遍體鱗傷，加上對張文偉好賭絕望，帶著張琪至淡水河邊，打算跳河自殺。但因張琪提及弟弟妹妹，使黃旭南打消念頭。
張琪小學六年級時，張文偉因賭輸光家產，立下字據，以新台幣四千元將張琪賣到北投私娼寮做雛妓，幸有黃旭南手持菜刀力阻而倖免。16歲時，就讀台北市私立育英中學的張琪被張文偉強迫休學，打工為父償還賭債；後由黃旭南同鄉介紹，至台北市長春幼稚園擔任老師。

### 出道至走紅
1964年，張琪17歲時，警察廣播電台舉辦「交通安全歌曲演唱比賽」並提供高額獎金，張琪報名參賽，一舉獲得冠軍，考進了警廣《空中歌廳》，而當中的亞軍即為張琪日後的「歌壇情侶」謝雷。
張琪與謝雷分別與警廣簽約，每日需至警廣現場演唱。一直到台視現場直播節目《群星會》打算引進新血，警廣的節目製作人李鵬遠帶張琪與謝雷拜訪慎芝後，兩人受邀參與《群星會》，一開始兩人是各自擔任在大牌藝人演唱後的墊檔小腳色。某日因為《群星會》出現三分鐘空檔，慎芝臨時要張琪與謝雷合唱一首歌曲以免節目開天窗，於是毫無準備的張琪與謝雷合唱了《月下對口》，卻因此大獲觀眾好評而爆紅。
1965年，麗歌唱片邀請張琪錄製唱片專輯《情人橋》，是台灣第一張12吋黑膠唱片（在此之前都是十吋）；改編自雲南民歌的專輯主打歌〈情人橋〉，日後成了張琪的招牌歌。
1969年，張琪當選香港「第一屆白花油慈善皇后」，並開始在香港、台灣、新加坡、馬來西亞等地作秀演出；此時家中經濟因而開始改善，張琪也拉拔妹妹張琴一同演唱，如翻唱《搖船曲》等。
1988年4月23日，台視播出周末劇場《台灣民間故事》的單元《新虎姑婆》，張琪飾演虎姑婆。
1990年8月11日，中視推出社教節目《大陸尋奇》，張琪主唱主題曲《江山萬里心》。

### 顛峰至低潮

#### 倒嗓
張琪的巔峰期是與謝雷合唱了《傻瓜與野丫頭》，而歌迷也一直認為兩人私下也處於熱戀。然而在此期間張琪卻爆發倒嗓危機。於是張琪減少曝光，1968年更被媒體臆測與崔小萍通匪案有牽連。

#### 私定終身
張琪倒嗓期間，謝雷曾認真考慮與張琪「假戲真做」成為夫妻。但張琪因在1969年與幼時北投鄰居、國小同學的哥哥楊靜塵（時任邵氏副導演）在香港重逢而燃起愛苗並結婚，楊靜塵隨同張琪回台灣工作。

#### 兩度離婚三度結婚都同一人
楊靜塵回到台灣，卻正逢電影業不景氣，曾經整整兩年沒有電影可拍，家計全靠張琪維持，兩人也因吵架摩擦漸生分歧。1978年5月，楊靜塵與張琪協議離婚，但因共育有一對兒女，所以不過幾個月後又再度結婚；但再婚後不久，又因大吵二度離婚；直到1986年，由子女居中牽線，兩人再次同居，4年後張琪再嫁給楊靜塵迄今。

### 中年轉業至終身義工
1986年，黃旭南因為膽結石緊急住院開刀，獲得臺北市立陽明醫院（今臺北市立聯合醫院陽明院區）治療救回一命，張琪因此發願從事志工投身公益。1989年，張琪被南山人壽一位保險員相中，於是以本名張友琴加入南山人壽，轉職投身保險業。僅用三年，張琪即從週遭友人不被看好的藝人中年轉行，成為年薪新台幣數百萬元的區經理。
晚近的張琪以從事公益事業為主，偶爾因演藝界老友邀約或宣傳慈善募款才上電視。
2014年10月19日，張琪為中國國民黨籍新北市議員參選人陳儀君站台助選。2014年11月2日，張琪與張琴主持中華慈光愛心會主辦、鼓霸大樂隊伴奏之「2014大愛之村希望之夜演唱會」。

## 獎項
| 年份   | 獲提名 | 獎項                     | 結果 |
| ------ | ------ | ------------------------ | ---- |
| 1969年 |        | 第一屆香港白花油慈善皇后 | 獲獎 |
| 1992年 |        | 好人好事代表             | 獲獎 |
| 1993年 |        | 社會服務金駝獎           | 獲獎 |
| 1999年 |        | 國家公益獎               | 獲獎 |

## 演唱會
| 年份   | 名稱                                                                              | 舉行地點   | 備註 |
| ------ | --------------------------------------------------------------------------------- | ---------- | ---- |
| 2023年 | 忘了你、忘了我［忘不了我們的歌］ 張琪歌壇六十年、鼓霸成軍七十年～《多謝啦》演唱會 | 國父紀念館 |      |

## 出版作品

### 著作
- 張琪. 《张琪的美丽人生》. 時報文化. 1999. ISBN 978-957-13-2903-1.[14]

### 引用
1. ↑  羅樹明. . TVBS-N. 2006-08-26  [2014-10-29]. （原始内容存档于2014-10-29）.
2. ↑  張琴自述：「按理說，我們家那時候，我爸爸的收入應該是能過得還可以，就是小康，不至於苦到那種程度(中略)...那時候因為這些因素，讓姊姊吃了很多的苦。」
3. ↑  李容萍. . 自由時報. 2014-08-11  [2014-10-29]. （原始内容存档于2014-10-29）.
4. ↑  張琪自述：「以前曬衣服有竹竿，我父親一枝竹竿不夠長還裝兩枝，綁起來這樣捅我(中略)...要把我從榕樹捅下來。」
5. ↑  張琪自述：「媽媽說要帶我去一個很好玩的地方，不會再有爸爸打你，每天有飯有糖果吃(中略)...，我跟媽媽說，這麼好的地方，怎麼不帶弟弟妹妹一起去？」
6. ↑  白花油國際有限公司. .   [2014-10-29]. （原始内容存档于2017-04-21）.
7. ↑  .   [2020-02-06]. （原始内容存档于2020-02-06）.
8. ↑  張琪自述：「我在屏東公演時，有人拿楊桃汁給我喝(中略)，第二天回到高雄時...(中略)連講話也沒有什麼聲音了。」
9. ↑  崔小萍（1922-2017），山東濟南人，女，曾為中國廣播公司的名廣播主持人，編導過超過700部廣播劇。1968年被懷疑是匪諜而入獄坐牢，1977年出獄。崔小萍通匪案為臺灣白色恐怖時期的諸多冤案之一，如今已獲政府賠償與平反，2000年得到終身成就獎。
10. ↑  謝雷自述：「當時我想(中略)...這輩子大概也逃不過這個女生的"魔掌"(笑)，那就認了她吧，結果沒想到她之前去香港(中略)...就私定終身，我們都不知道，她媽媽也不知道。」
11. ↑  孟祥傑. . 中國時報. 2014-10-20  [2014-10-29]. （原始内容存档于2014-10-29）.
12. ↑  .   [2015-02-08]. （原始内容存档于2015-02-08）.
13. ↑  周大觀文教基金會. .   [2014-10-29]. （原始内容存档于2014-10-29）.
14. ↑  张琪. . 时报文化. 1999  [2015-02-08]. ISBN 978-957-13-2903-1. （原始内容存档于2015-02-08）.

### 口述歷史
- 電視節目專訪：台灣演義，《張琪與張琴》，2014-10-26[2014-10-29]。

### 書籍
- 張夢瑞.金嗓金曲不了情.聯經出版.2003: 2–. ISBN 978-957-08-2642-5.